# Diables Barcelona
Els Diables Barcelona són una franquícia professional de rugbi de la ciutat de Barcelona que va néixer al 2021 per a competir en una lliga internacional de franquícies. Els Diables es van presentar per primera vegada al novembre del 2021 per disputar el torneig Toyota Challenge a l'Estadi Free State de Bloemfontein, Sud-àfrica.
La franquícia aspira a participar en una nova competició internacional que s'està creant i ja té garantida una plaça. En aquesta nova competició principalment participaran equips del sud d'Àfrica i d'Europa. Algunes de les franquícies ja han anunciat la seva voluntat de participar, com els Cheetahs de Bloemfontein Estat_Lliure_(Sud-àfrica) o Kuva Blue thunder de Zimbàbue.